# Wolumen (giełda elektroniczna)

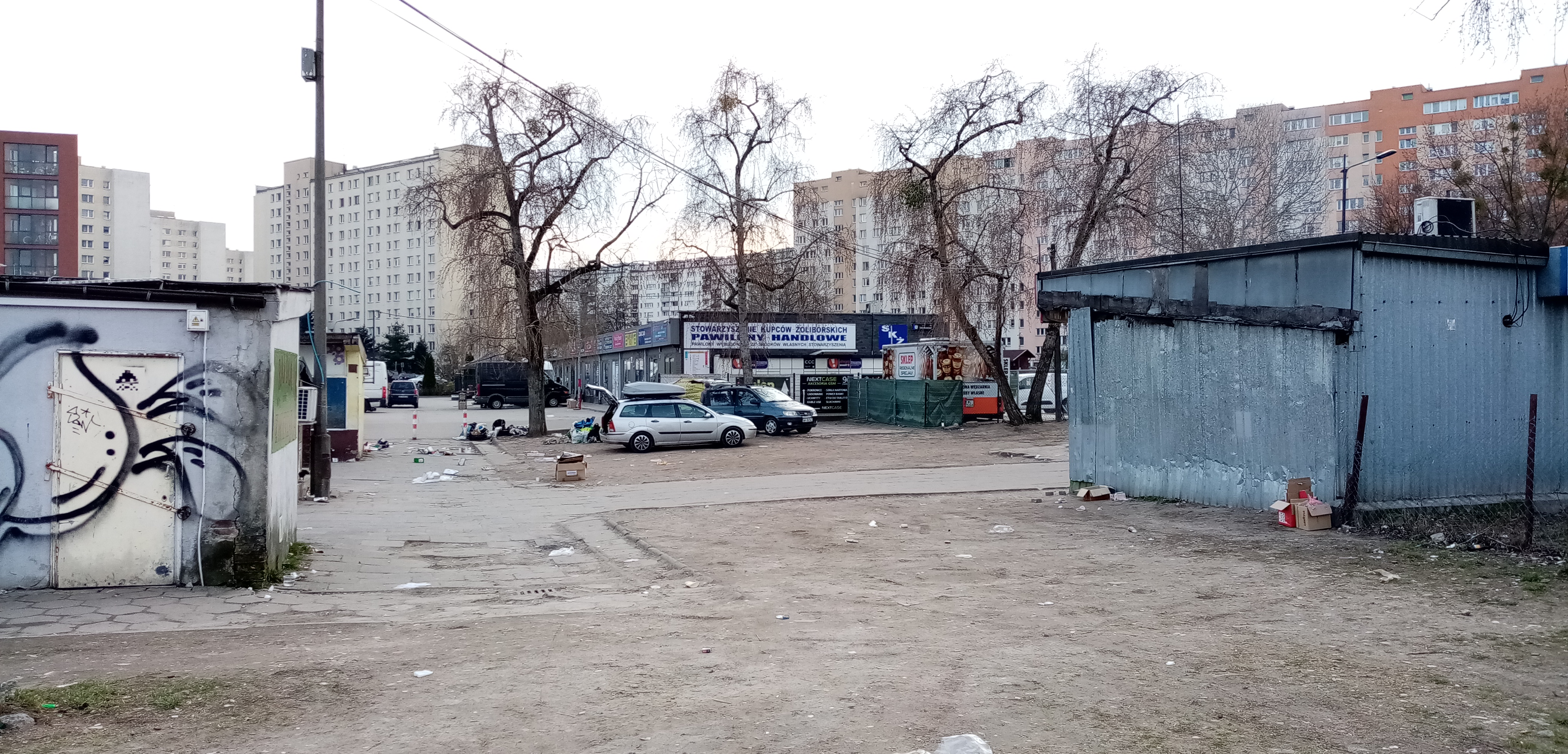
Wolumen

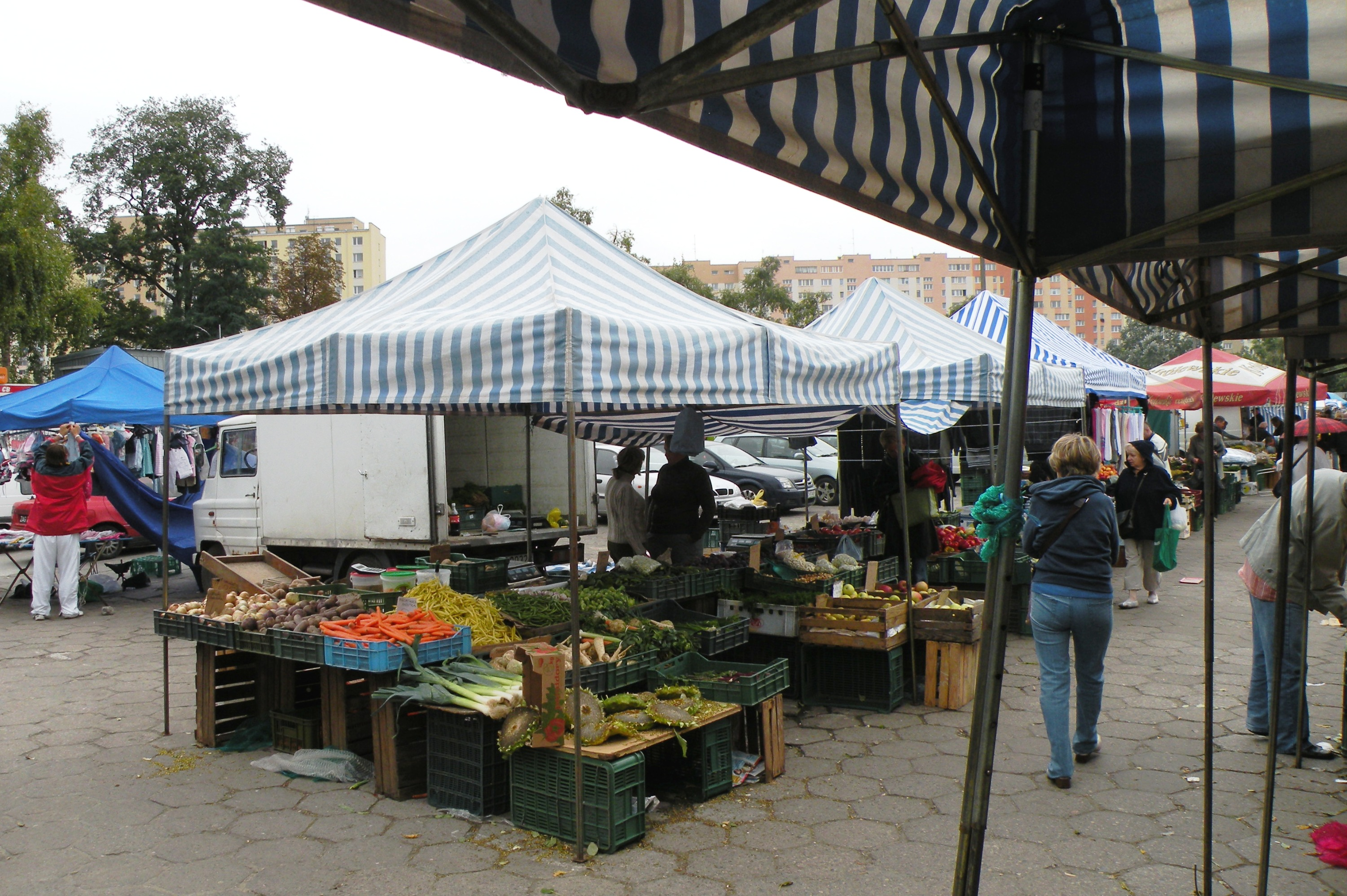
Wolumen, bazar warzywny

Wolumen – zwyczajowa nazwa warszawskiej giełdy elektronicznej znajdującej się na Bielanach przy skrzyżowaniu ul. Kasprowicza i ul. Wolumen, przy stacji metra Wawrzyszew.

## Opis
Prekursorem giełdy był organizowany w latach 70. XX wieku na Mariensztacie Jarmark Perski, który później został przeniesiony na teren Spójni Warszawa, a stamtąd na Wolumen.
Główny handel na giełdzie odbywa się w sobotę i niedzielę. Na miejscu giełdy odbywa się również bazar warzywny we wtorki oraz w piątki. Pomimo ustalonych godzin, również w ciągu tygodnia można zaopatrzyć się w elektronikę i warzywa.
Giełda przez wiele lat była postrzegana jako miejsce handlu pirackim oprogramowaniem oraz nielegalnym sprzętem elektronicznym. Po wielu akcjach policji udało się ukrócić nielegalną sprzedaż.
Targowiskiem zarządza Warszawskie Stowarzyszenie Kupców i Producentów Rolnych „Wolumen”.